# Cloyes-les-Trois-Rivières
Cloyes-les-Trois-Rivières é uma comuna francesa na região administrativa do Centro-Vale do Loire, no departamento de Eure-et-Loir. Estende-se por uma área de 119.19 km². Em 2010 a comuna tinha 5 776 habitantes (densidade: 48,5 hab./km²).
Foi criada em 1 de janeiro de 2017, a partir da fusão das antigas comunas de Cloyes-sur-le-Loir (sede da comuna), Autheuil, Charray, Douy, La Ferté-Villeneuil, Le Mée, Montigny-le-Gannelon, Romilly-sur-Aigre e Saint-Hilaire-sur-Yerre.